# Mariusz Trojanowski
Mariusz Władysław Trojanowski – doktor habilitowany, nauczyciel akademicki Uniwersytetu Warszawskiego.

## Życiorys
Doktor habilitowany nauk ekonomicznych w dyscyplinie nauk o zarządzaniu. Pracuje w Katedrze Marketingu Wydziału Zarządzania Uniwersytetu Warszawskiego, gdzie prowadzi zajęcia m.in. z „Retoryki i wystąpień publicznych w biznesie” oraz seminaria z Public Relations i Komunikacji marketingowej.
Uczestnik programu edukacyjnego dla nauczycieli biznesu (Colloquium on Participant-Centered Learning) w Harvard Business School w USA. W latach 2005–2009 Dyrektor Strategiczny w agencji Momentum Worldwide (Grupa McCann Erikson Polska).
Posiada wieloletnie doświadczenie w komercjalizacji wiedzy marketingowej, we wspieraniu ludzi biznesu oraz ich firm w osiąganiu przez nich swoich celów. Wybranymi klientami były zarówno średnie jak i największe przedsiębiorstwa krajowe i międzynarodowe.

## Ważniejsze publikacje
- Postawy konsumentów wobec sprzedaży wysyłkowej w Polsce – ujęcie dynamiczne (2013)[3]
- Marketing bezpośredni. Koncepcja-zarządzanie-instrumenty (2013)[3]
- Prezentacje i wystąpienia w biznesie (2018)[4]